# Szkoła Podstawowa w Rudce
Szkoła Podstawowa w Rudce – publiczna szkoła podstawowa założona w 1884 roku we wsi Rudka w gminie Wierzchosławice.

## Historia szkoły
Początek rozwoju oświaty we wsi Rudka, miał miejsce w 1884 r., kiedy to powstała jednoklasowa szkoła ludowa z jednym nauczycielem. Tak było do I wojny światowej, kiedy to w szkole usadowili się Rosjanie. Z biegiem lat zwiększała się liczba uczniów w szkole, przybywało więc klas i nauczycieli. W roku 1938/39 w sześciu klasach było 241 uczniów. Po II wojnie światowej, szkoła liczyła łącznie siedem klas, po roku 1964, kiedy miała miejsce reforma oświaty, szkoła była ośmioklasowa, a wyniku kolejnej reformy od 2000 r. była sześcioklasowa. W 2017 r. została przekształcona w ośmioklasową.
Od początku swego istnienia szkoła posiadała szczupłą jak na potrzeby bazę lokalową. Od jednoizbowego, poprzez dwuizbowy, a następnie w wyniku adaptowania strychu do czteroizbowego budynku. Dlatego w 1966 r. rozpoczęto budowę nowego budynku, wynajmując w tym czasie dwie sale w remizie strażackiej odległej o około 1 kilometra od budynku macierzystego. Oddanie nowej siedziby szkoły do użytku odbyło się w 1971 r., co na pewien czas zaspokoiło potrzeby lokalowe, choć już w latach osiemdziesiątych nauka odbywała się na dwie zmiany, przy około 300 uczniach. W ostatnim dziesięcioleciu szkoła wzbogaciła się o salę gimnastyczną i pracownie komputerową z Internetem.